# Lodewijk De Witte
Pour les articles homonymes, voir de Witte.
Lodewijk (Lode) De Witte, né le 12 décembre 1954 à Zwevegem, membre du SP.A, est gouverneur de la province du Brabant flamand. Il est le frère de Jozef De Witte.
Il est docteur en droit (KUL). Depuis 1981 membre de l'Institut Émile Vandervelde, il travailla pour l'État à partir de 1988, d'abord comme attaché au ministère de l'Intérieur, ensuite comme conseiller et chef de cabinet adjoint.
En 1994, il fut nommé commissaire du gouvernement chargé de préparer la scission de la province de Brabant. Il devint le premier gouverneur de la nouvelle province du Brabant flamand le 1er janvier 1995. Il a pris sa retraite le 31 août 2020

## Décoration
- Commandeur de l'ordre de Léopold (1999)[2]